# Finale della CONCACAF Gold Cup 2023
La finale della CONCACAF Gold Cup 2023 è disputata il 16 luglio 2023 al SoFi Stadium a Inglewood tra le nazionali di Messico e Panama ed ha visto prevalere la compagine Verde per 1-0.

## Le squadre
| Squadra | Finali (o spareggi) disputate in precedenza (il grassetto indica la vittoria) |
| ------- | ----------------------------------------------------------------------------- |
| Messico | 10 (1993, 1996, 1998, 2003, 2007, 2009, 2011, 2015, 2019, 2021)               |
| Panama  | 2 (2005, 2013)                                                                |

## Cammino verso la finale

### Messico
Il Messico, finalista uscente dell'edizione precedente, viene inserito nel gruppo B, insieme a Qatar, Honduras e Haiti. Nella prima partita batté l'Honduras con unnetto 4-0. Nella seconda partita i messicani ottennero la matematica qualificazione ai quarti con la vittoria per 3-1 su Haiti. La successiva sconfitta per 1-0 con il Qatar fu pertanto ininfluente per il raggiungimento della fase a eliminazione diretta da primi nel girone. Ai quarti fu abbinato alla Costa Rica che fu superata per 2-0. In semifinale i messicani trovarono la Giamaica che eliminarne con un netto 3-0, accedendo così alla undicesima finale della loro storia.

### Panama
Il Panama fu inserito nel gruppo C, insieme a Costa Rica, Martinica e El Salvador. Nella prima partita vinse 3-1 contro Haiti, a cui seguì un'altra vittoria, per 2-1 contro la Costa Rica, la quale permise ai panamesi di qualificarsi ai quarti con una giornata di anticipo. Il pareggio maturato all'ultima giornata contro El Salvador consentì al panama di chiudere il girone da imbattuto al primo posto. Ai quarti venne abbinato al Qatar, che fu sconfitto con un netto 4-0, mentre in semifinale eliminò i padroni di casa e campioni in carica degli Stati Uniti ai tiri di rigore dopo l'1-1 alla fine dei 120', accedendo così alla loro terza finale in assoluto, dopo quelle perse del 2005 e 2013

### Tabella riassuntiva del percorso
| Squadra  | Pt | G |
| -------- | -- | - |
| Messico  | 6  | 3 |
| Qatar    | 4  | 3 |
| Honduras | 4  | 3 |
| Haiti    | 3  | 3 |

| Squadra     | Pt | G |
| ----------- | -- | - |
| Panama      | 7  | 3 |
| Costa Rica  | 4  | 3 |
| Martinica   | 3  | 3 |
| El Salvador | 2  | 3 |

## Tabellino
| Arbitro: | Said Martínez |

|             |           |  |
| Giménez 88’ | Marcatori |  |

| Messico | Panama |

| Messico       |    |                  |       |       |
|               |    |                  |       |       |
| GK            | 13 | Guillermo Ochoa  |       |       |
| RB            | 19 | Jorge Sánchez    |       |       |
| CB            | 3  | César Montes     | 45+3’ |       |
| CB            | 5  | Johan Vásquez    | 11’   |       |
| LB            | 23 | Jesús Gallardo   |       | 55’   |
| CM            | 19 | Luis Romo        |       |       |
| CM            | 4  | Edson Álvarez    | 58’   |       |
| CM            | 18 | Luis Chávez      |       | 75’   |
| RF            | 15 | Uriel Antuna     |       | 75’   |
| CF            | 20 | Henry Martín     |       | 85’   |
| LF            | 17 | Orbelín Pineda   |       | 90+2’ |
| Sostituzioni: |    |                  |       |       |
| FW            | 10 | Roberto Alvarado |       | 75’   |
| FW            | 14 | Erick Sánchez    |       | 75’   |
| FW            | 11 | Santiago Giménez |       | 85’   |
| DF            | 21 | Israel Reyes     |       | 90+2’ |
| Allenatore:   |    |                  |       |       |
| Jaime Lozano  |    |                  |       |       |

| Panama              |                     |                        |       |       |
|                     |                     |                        |       |       |
| GK                  | 22                  | Orlando Mosquera       | 90+6’ |       |
| CB                  | 4                   | Fidel Escobar          |       |       |
| CB                  | 3                   | Harold Cummings        | 21’   | 90+1’ |
| CB                  | 16                  | Andrés Andrade         |       |       |
| RWB                 | 10                  | Édgar Bárcenas         |       |       |
| LWB                 | 15                  | Eric Davis             |       | 62’   |
| RM                  | 17                  | José Fajardo           |       |       |
| CM                  | 8                   | Adalberto Carrasquilla | 55’   |       |
| CM                  | 20                  | Aníbal Godoy           | 62’   |       |
| LM                  | 11                  | Ismael Díaz            |       |       |
| CF                  | 19                  | Alberto Quintero       |       | 61’   |
| Sostituzioni:       |                     |                        |       |       |
| FW                  | 18                  | Cecilio Waterman       |       | 61’   |
| DC                  | 25                  | Iván Anderson          |       | 62’   |
| FW                  | 9                   | Azarías Londoño        |       | 90+1’ |
| Allenatore:         |                     |                        |       |       |
| Thomas Christiansen | Thomas Christiansen | Thomas Christiansen    | 26’   |       |

| Uomo partita: Santiago Giménez Assistenti arbitrali: Walter López (Honduras) Christian Ramírez (Honduras) Quarto ufficiale: Daneon Parchment (Giamaica) Assistente di riserva: Caleb Wales (Trinidad e Tobago) VAR: Ricardo Montero (Costa Rica) Assistenti al VAR: Selvin Brown (Honduras) |

Regole dell'incontro
- due tempi regolamentari da 45 minuti ciascuno;
- due tempi supplementari da 15 minuti ciascuno in caso di parità;
- tiri di rigore in caso di ulteriore parità; inizialmente cinque per squadra, e a oltranza fino a spareggio in caso di ulteriore parità;
- numero massimo di 23 giocatori per squadra a referto (11 in campo e 12 come potenziali sostituti);
- cinque sostituzioni permesse nei tempi regolamentari; una sesta permessa nei tempi supplementari.

## Conseguenze
Il Messico migliorò il suo record di successi nella competizione portandosi a 12 vittorie, mentre per il Panama si trattò della terza sconfitta su tre finali disputate.